# Abdel Qissi
Abdel Qissi (Oujda, 20 gennaio 1960) è un attore e pugile marocchino.

## Biografia
Qissi nacque a Oujda, in Marocco, e si trasferì a Bruxelles, in Belgio, durante la sua giovinezza. Negli anni '80 ebbe una carriera pugilistica di otto incontri, con cinque vittorie, due per KO, un pareggio e due sconfitte. Tramite il fratello Michel Qissi, divenne in seguito amico di Jean-Claude Van Damme, con cui recitò in alcuni film come ad esempio Lionheart - Scommessa vincente dove interpreta l'antagonista Atilla; ha poi recitato con Van Damme in altri due film, La prova (1996), dove Abdel ha interpretato il principale antagonista Khan, e The Order (2001), oltre ad altri film e serie TV.

## Filmografia parziale
- Lionheart - Scommessa vincente (Lionheart), regia di Sheldon Lettich (1991)
- La prova (The Quest), regia di Jean-Claude Van Damme (1996)
- The Order, regia di Sheldon Lettich (2001)